# Opercularella pumila
Opercularella pumila är en nässeldjursart som beskrevs av Clark 1875. Opercularella pumila ingår i släktet Opercularella och familjen Campanulinidae. Arten är reproducerande i Sverige. Inga underarter finns listade i Catalogue of Life.